# Lucrinus
Lucrinus putus es una especie de araña araneomorfa de la familia Linyphiidae. Es el único miembro del género monotípico Lucrinus.

## Distribución
Es un endemismo de Sudáfrica.